# Apogon rhodopterus
Apogon rhodopterus es una especie de pez de la familia de los apogónidos en el orden de los perciformes.

## Morfología
Los machos pueden llegar a alcanzar los 15 cm de longitud total.

## Distribución geográfica
Se encuentran desde Singapur hasta Indonesia y Papúa Nueva Guinea.